# Василь Лупул
Васи́ль Лу́пул, також Васи́ле Лу́пу (рум. Vasíle Lúpu; *1595 Стамбул — †1661 Стамбул) — молдавський господар (1634—1653), спочатку прихильник Речі Посполитої, згодом союзник Б. Хмельницького, з яким вони стали сватами (Тиміш Хмельницький одружився з його дочкою Розандою). За нього в українських урядових грамотах вперше з'явилася румунська мова, а 1642 р. відбувся спільний синод української і молдовської православних церков в Яссах за участю делегатів Петра Могили. За свідченнями мандрівника Павла Алепського був високого зросту.

## Біографія
Василь Лупу народився у Константинополі, за походженням грек чи албанець. В 30-х рр. XVII ст. оселився в Молдовському князівстві. Був торгівцем, розбагатів, став великим землевласником. 1634 року османи усунули від правління попереднього господаря Мойсея Могилу і посадовили на молдовський престол Василя Лупу.
За правління Лупу в 1640 у Молдавському князівстві за сприяння Київського митрополита Петра Могили було відкрито Слов'яно-греко-латинську академію, видано в 1646 «Правила» («Уложення») — перше зведення законів, що діяли до середині XVIII ст. Василь Лупу на Краківському передмісті Львова виступив фундатором відбудови церкви Параскеви П'ятниці (1644), спорудження церкви Введення у храм Богородиці монастиря василіанок (1646). Лупу тривалий час при підтримці Речі Посполитої і Османської імперії вів запеклу боротьбу з волоським господарем Матеєм Басарабом за Волощину. Після Молдовських походів 1650, 1652 і 1653 українського війська Лупу став союзником Богдана Хмельницького.
В серпні 1652 видав свою дочку Розанду заміж за сина Б. Хмельницького — Тимоша. В квітні-вересні 1653 Лупу при допомозі українських військ на чолі з Тимошем Хмельницьким вів боротьбу проти претендента на господарський стіл Георгія Штефана, якого підтримували волоський господар Матей Басараб, трансільванський князь Дєрдь II Ракоці та уряд Речі Посполитої. У вересні 1653, після загибелі Тимоша Хмельницького і відступу козацьких загонів із Сучави та її облоги, Лупу був остаточно позбавлений престолу і змушений виїхати до Гетьманщини у Чигирин. Проте через деякий час за участь у таємних переговорах з емісарами Речі Посполитої Лупу позбавили права жити в Україні. Утік до Криму, тоді до Константинополя, де був ув'язнений у стамбульській Фортеці Семи Веж. За рік був звільнений, і до своєї смерті у 1661 намагався повернути собі престол.

## Родина
Був одружений двічі, батько п'ятьох дітей;
Перша дружина — Тудоша (?—1639)
Діти:
- Іоан Лупу — претендент на престол Валахії в 1636
- Дочка, ім'я невідоме — дружина венеційського посла
- Марія Лупул (? — 1660/1661) — дружина великого гетьмана литовського Януша Радзивілла
- Розанда Лупул (*бл. 1630—1686) — дружина (1652) Тимоша Хмельницького

Друга дружина (1640) — Катерина
Діти:
- Стефаніца Лупу (1641—1661) — господар Молдовського князівства

## Зображення

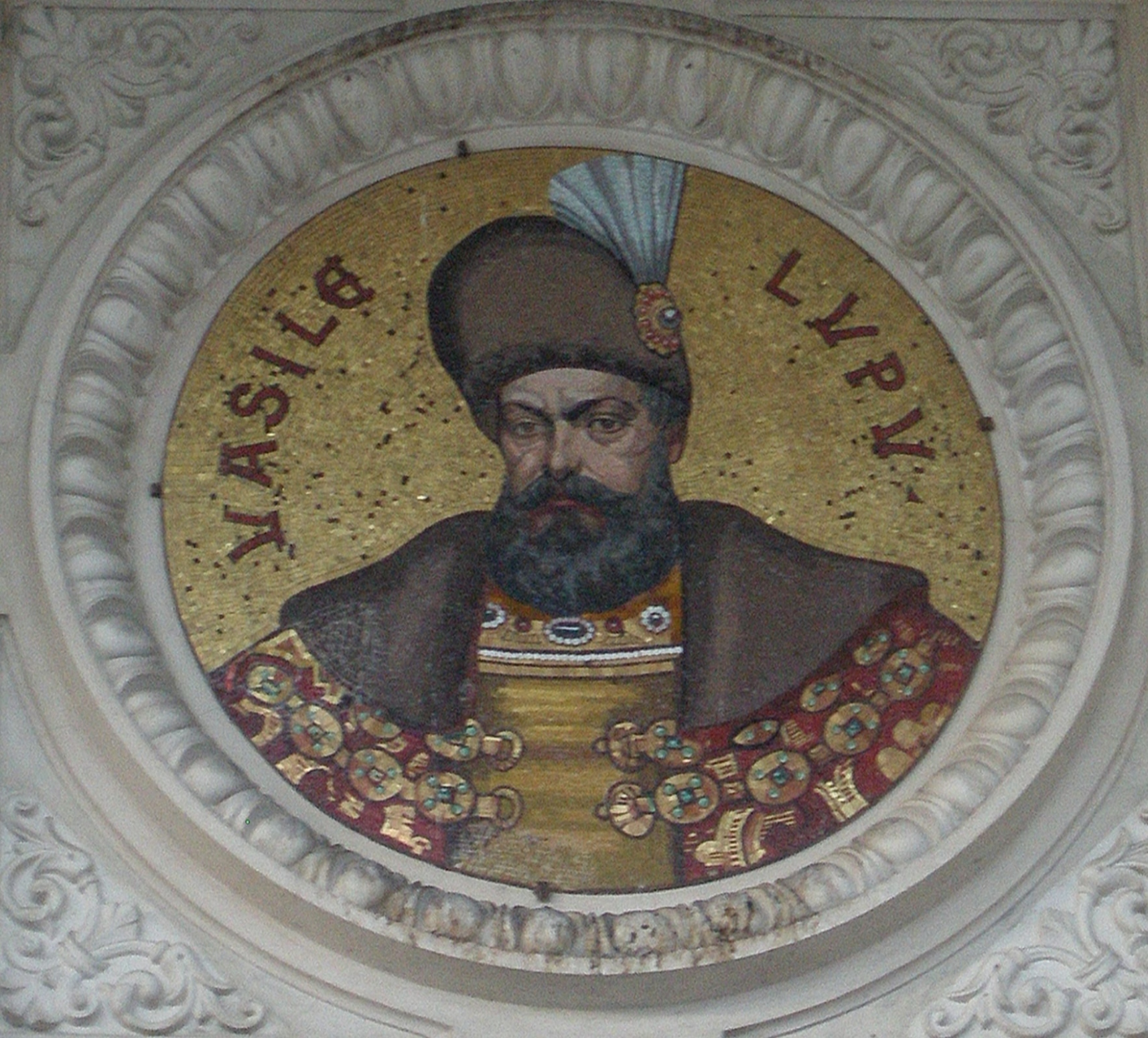
Василь Лупул на стіні Атенеума у Бухаресті
Марія Лупул, молодша дочка Василя Лупу
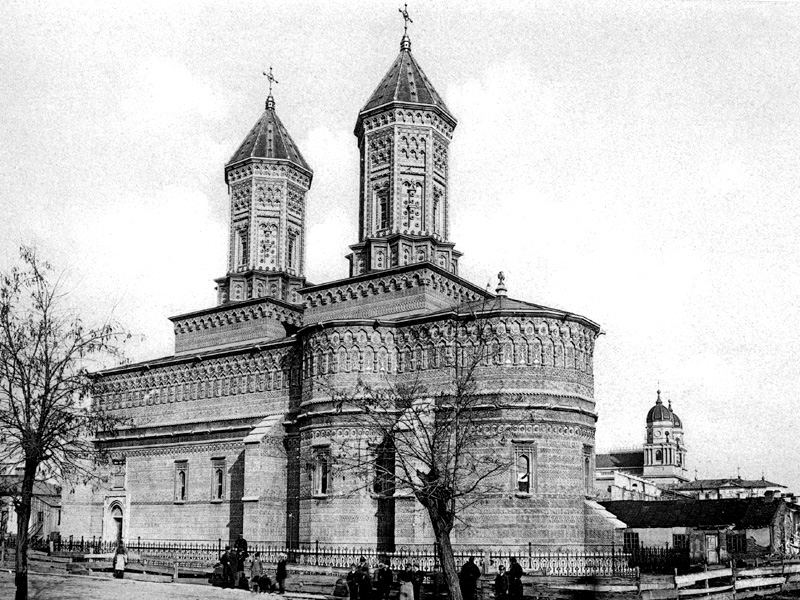
Церква "Три св'ятителя" в Яссах, у якому Василь Лупу був похований